# Liste des capitaines des Bruins de Boston
Les Bruins de Boston sont une franchise de la Ligue nationale de hockey depuis 1924.
Cette page répertorie les Capitaines et Assistant-capitaines de l'équipe depuis cette première saison.

## Capitaine et Assistants-capitaine par saison
| Saison    | Capitaine                      | Assistants-Capitaine                                          |
| --------- | ------------------------------ | ------------------------------------------------------------- |
| 1925-1926 | Sprague Cleghorn               |                                                               |
| 1926-1927 | Sprague Cleghorn               |                                                               |
| 1927-1928 | Lionel Hitchman                |                                                               |
| 1928-1929 | Lionel Hitchman                |                                                               |
| 1929-1930 | Lionel Hitchman                |                                                               |
| 1930-1931 | Lionel Hitchman                |                                                               |
| 1931-1932 | Lionel Hitchman                |                                                               |
| 1932-1933 | George Owen                    |                                                               |
| 1933-1934 | Aubrey Clapper                 |                                                               |
| 1934-1935 | Aubrey Clapper                 |                                                               |
| 1935-1936 | Aubrey Clapper                 |                                                               |
| 1936-1937 | Aubrey Clapper                 |                                                               |
| 1937-1938 | Aubrey Clapper                 |                                                               |
| 1938-1939 | Ralph Weiland                  |                                                               |
| 1939-1940 | Aubrey Clapper                 |                                                               |
| 1940-1941 | Aubrey Clapper                 |                                                               |
| 1941-1942 | Aubrey Clapper                 |                                                               |
| 1942-1943 | Aubrey Clapper                 |                                                               |
| 1943-1944 | Aubrey Clapper                 |                                                               |
| 1944-1945 | Aubrey Clapper                 |                                                               |
| 1945-1946 | Aubrey Clapper                 |                                                               |
| 1946-1947 | Jack Crawford                  |                                                               |
| 1947-1948 | Jack Crawford                  |                                                               |
| 1948-1949 | Jack Crawford                  |                                                               |
| 1949-1950 | Jack Crawford                  |                                                               |
| 1950-1951 | Milton Schmidt                 |                                                               |
| 1951-1952 | Milton Schmidt                 |                                                               |
| 1952-1953 | Milton Schmidt                 |                                                               |
| 1953-1954 | Milton Schmidt                 |                                                               |
| 1954-1955 | Ed Sandford                    |                                                               |
| 1955-1956 | Fernie Flaman                  |                                                               |
| 1956-1957 | Fernie Flaman                  |                                                               |
| 1957-1958 | Fernie Flaman                  | Allan Stanley Leo Labine Fleming Mackell                      |
| 1958-1959 | Fernie Flaman                  |                                                               |
| 1959-1960 | Fernie Flaman                  |                                                               |
| 1960-1961 | Fernie Flaman                  |                                                               |
| 1961-1962 | Don McKenney                   |                                                               |
| 1962-1963 | Don McKenney                   |                                                               |
| 1963-1964 | Leo Boivin                     |                                                               |
| 1964-1965 | Leo Boivin                     |                                                               |
| 1965-1966 | Leo Boivin                     |                                                               |
| 1966-1967 | Johnny Bucyk                   |                                                               |
| 1967-1968 |                                | Johnny Bucyk Philip Esposito Ted Green                        |
| 1968-1969 |                                | Johnny Bucyk Philip Esposito Ted Green                        |
| 1969-1970 |                                | Johnny Bucyk Philip Esposito Edwin Westfall                   |
| 1970-1971 |                                | Johnny Bucyk Philip Esposito Ted Green                        |
| 1971-1972 |                                | Johnny Bucyk Philip Esposito Dallas Smith John McKenzie       |
| 1972-1973 |                                | Johnny Bucyk Philip Esposito Dallas Smith                     |
| 1973-1974 | Johnny Bucyk                   |                                                               |
| 1974-1975 | Johnny Bucyk                   | Robert Orr                                                    |
| 1975-1976 | Johnny Bucyk                   |                                                               |
| 1976-1977 | Johnny Bucyk                   |                                                               |
| 1977-1978 | Wayne Cashman                  |                                                               |
| 1978-1979 | Wayne Cashman                  |                                                               |
| 1979-1980 | Wayne Cashman                  |                                                               |
| 1980-1981 | Wayne Cashman                  |                                                               |
| 1981-1982 | Wayne Cashman                  |                                                               |
| 1982-1983 | Wayne Cashman                  |                                                               |
| 1983-1984 | Terence O'Reilly               |                                                               |
| 1984-1985 | Terence O'Reilly               |                                                               |
| 1985-1986 | Raymond Bourque Rick Middleton |                                                               |
| 1986-1987 | Raymond Bourque Rick Middleton |                                                               |
| 1987-1988 | Raymond Bourque Rick Middleton | Keith Crowder                                                 |
| 1988-1989 | Raymond Bourque                | Keith Crowder Cam Neely                                       |
| 1989-1990 | Raymond Bourque                | Cam Neely Craig Janney                                        |
| 1990-1991 | Raymond Bourque                | Cam Neely Craig Janney                                        |
| 1991-1992 | Raymond Bourque                | Cam Neely Craig Janney                                        |
| 1992-1993 | Raymond Bourque                | Cam Neely Adam Oates                                          |
| 1993-1994 | Raymond Bourque                | Cam Neely Adam Oates                                          |
| 1994-1995 | Raymond Bourque                | Cam Neely Adam Oates                                          |
| 1995-1996 | Raymond Bourque                | Cam Neely Adam Oates                                          |
| 1996-1997 | Raymond Bourque                | Adam Oates Donald Sweeney Jeff Odgers                         |
| 1997-1998 | Raymond Bourque                | Donald Sweeney Kenneth Baumgartner                            |
| 1998-1999 | Raymond Bourque                | Donald Sweeney Kenneth Baumgartner Rob DiMaio                 |
| 1999-2000 | Raymond Bourque                | Donald Sweeney Rob DiMaio Kyle McLaren                        |
| 2000-2001 | Jason Allison                  | Donald Sweeney Kyle McLaren William Guerin                    |
| 2001-2002 |                                | Donald Sweeney William Guerin Martin Lapointe Joseph Thornton |
| 2002-2003 | Joseph Thornton                | Donald Sweeney Martin Lapointe                                |
| 2003-2004 | Joseph Thornton                | Martin Lapointe Sean O'Donnell                                |
| 2004-2005 | Joseph Thornton                | Glen Murray Hal Gill Brian Leetch                             |
| 2005-2006 | Zdeno Chára                    | Glen Murray Patrice Bergeron                                  |
| 2006-2007 | Zdeno Chára                    | Glen Murray Patrice Bergeron                                  |
| 2007-2008 | Zdeno Chára                    | Glen Murray Patrice Bergeron                                  |
| 2008-2009 | Zdeno Chára                    | Patrice Bergeron Aaron Ward                                   |
| 2009-2010 | Zdeno Chára                    | Patrice Bergeron Mark Recchi                                  |
| 2010-2011 | Zdeno Chára                    | Patrice Bergeron Mark Recchi                                  |
| 2011-2012 | Zdeno Chára                    | Patrice Bergeron Chris Kelly Andrew Ference                   |
| 2012-2013 | Zdeno Chára                    | Patrice Bergeron Chris Kelly Andrew Ference                   |
| 2013-2014 | Zdeno Chára                    | Patrice Bergeron Chris Kelly David Krejčí                     |
| 2014-2015 | Zdeno Chára                    | Patrice Bergeron Chris Kelly David Krejčí                     |
| 2015-2016 | Zdeno Chára                    | Patrice Bergeron Chris Kelly David Krejčí                     |
| 2016-2017 | Zdeno Chára                    | Patrice Bergeron David Krejčí David Backes                    |
| 2017-2018 | Zdeno Chára                    | Patrice Bergeron David Krejčí                                 |
| 2018-2019 | Zdeno Chára                    | Patrice Bergeron David Krejčí David Backes Bradley Marchand   |
| 2019-2020 | Zdeno Chára                    | Patrice Bergeron David Krejčí David Backes Bradley Marchand   |
| 2020-2021 | Patrice Bergeron               | David Krejčí Bradley Marchand                                 |
| 2021-2022 | Patrice Bergeron               | Bradley Marchand Brandon Carlo David Pastrňák                 |
| 2022-2023 | Patrice Bergeron               | Bradley Marchand Brandon Carlo                                |